# Mishrikoti, Kalghatgi
Mishrikoti là một làng thuộc tehsil Kalghatgi, huyện Dharwad, bang Karnataka, Ấn Độ.